# Macklemore & Ryan Lewis/Diskografie
Diese Diskografie ist eine Übersicht über die musikalischen Werke des US-amerikanischen Hip-Hop-Duos Macklemore & Ryan Lewis. Den Quellenangaben und Schallplattenauszeichnungen zufolge hat es bisher mehr als 48,2 Millionen Tonträger verkauft, davon alleine in seiner Heimat über 34,5 Millionen. Seine erfolgreichste Veröffentlichung ist die Single Can’t Hold Us mit über 16,5 Millionen verkauften Einheiten.

## Alben

### Studioalben
| Jahr | Titel Musiklabel                        | Höchstplatzierung, Gesamtwochen, AuszeichnungChartplatzierungen (Jahr, Titel, Musiklabel, Platzierungen, Wochen, Auszeichnungen, Anmerkungen) | Höchstplatzierung, Gesamtwochen, AuszeichnungChartplatzierungen (Jahr, Titel, Musiklabel, Platzierungen, Wochen, Auszeichnungen, Anmerkungen) | Höchstplatzierung, Gesamtwochen, AuszeichnungChartplatzierungen (Jahr, Titel, Musiklabel, Platzierungen, Wochen, Auszeichnungen, Anmerkungen) | Höchstplatzierung, Gesamtwochen, AuszeichnungChartplatzierungen (Jahr, Titel, Musiklabel, Platzierungen, Wochen, Auszeichnungen, Anmerkungen) | Höchstplatzierung, Gesamtwochen, AuszeichnungChartplatzierungen (Jahr, Titel, Musiklabel, Platzierungen, Wochen, Auszeichnungen, Anmerkungen) | Anmerkungen                            |
| Jahr | Titel Musiklabel                        | DE | AT | CH | UK | US | Anmerkungen                            |
| ---- | --------------------------------------- | --- | --- | --- | --- | --- | -------------------------------------- |
| 2012 | The Heist Selbstverlag                  | DE6 Platin · (47 Wo.)DE | AT14 Gold · (52 Wo.)AT | CH10 Gold · (61 Wo.)CH | UK19 Platin · (57 Wo.)UK | US2 ×5Fünffachplatin · (102 Wo.)US | Erstveröffentlichung: 9. Oktober 2012  |
| 2016 | This Unruly Mess I’ve Made Selbstverlag | DE4 (7 Wo.)DE | AT4 (8 Wo.)AT | CH3 (8 Wo.)CH | UK16 (4 Wo.)UK | US4 (7 Wo.)US | Erstveröffentlichung: 26. Februar 2016 |

### EPs
- 2009: The Vs. EP
- 2010: The Vs Redux

## Singles

### Als Leadmusiker
| Jahr | Titel Album                                           | Höchstplatzierung, Gesamtwochen, AuszeichnungChartplatzierungen (Jahr, Titel, Album, Platzierungen, Wochen, Auszeichnungen, Anmerkungen) | Höchstplatzierung, Gesamtwochen, AuszeichnungChartplatzierungen (Jahr, Titel, Album, Platzierungen, Wochen, Auszeichnungen, Anmerkungen) | Höchstplatzierung, Gesamtwochen, AuszeichnungChartplatzierungen (Jahr, Titel, Album, Platzierungen, Wochen, Auszeichnungen, Anmerkungen) | Höchstplatzierung, Gesamtwochen, AuszeichnungChartplatzierungen (Jahr, Titel, Album, Platzierungen, Wochen, Auszeichnungen, Anmerkungen) | Höchstplatzierung, Gesamtwochen, AuszeichnungChartplatzierungen (Jahr, Titel, Album, Platzierungen, Wochen, Auszeichnungen, Anmerkungen) | Anmerkungen |
| Jahr | Titel Album                                           | DE | AT | CH | UK | US | Anmerkungen |
| ---- | ----------------------------------------------------- | --- | --- | --- | --- | --- | --- |
| 2011 | Wing$ The Heist                                       | — | — | — | — | US— PlatinUS | Erstveröffentlichung: 21. Januar 2011 Verkäufe: + 1.100.000                                                              |
| 2011 | Can’t Hold Us The Heist                               | DE2 ×3Dreifachgold · (180 Wo.)DE | AT3 ×6Sechsfachplatin · (147 Wo.)AT | CH4 Platin · (155 Wo.)CH | UK3 ×5Fünffachplatin · (44 Wo.)UK | US1 Diamant · (39 Wo.)US | Erstveröffentlichung: 16. August 2011 Verkäufe: + 16.508.741; feat. Ray Dalton                                           |
| 2012 | Same Love The Heist                                   | DE25 (16 Wo.)DE | AT19 (17 Wo.)AT | CH33 (9 Wo.)CH | UK6 Platin · (16 Wo.)UK | US11 ×4Vierfachplatin · (30 Wo.)US | Erstveröffentlichung: 24. Juli 2012 Verkäufe: + 5.196.600; feat. Mary Lambert                                            |
| 2012 | Thrift Shop The Heist                                 | DE2 ×3Dreifachgold · (62 Wo.)DE | AT2 Platin · (44 Wo.)AT | CH1 Platin · (39 Wo.)CH | UK1 ×3Dreifachplatin · (40 Wo.)UK | US1 Diamant · (49 Wo.)US | Erstveröffentlichung: 27. August 2012 Verkäufe: + 14.867.215; feat. Wanz                                                 |
| 2013 | White Walls The Heist                                 | DE17 (20 Wo.)DE | AT8 (18 Wo.)AT | CH32 (10 Wo.)CH | UK26 Silber · (6 Wo.)UK | US15 ×3Dreifachplatin · (22 Wo.)US | Erstveröffentlichung: 8. Oktober 2013 Verkäufe: + 3.295.000; feat. Schoolboy Q & Hollis                                  |
| 2015 | Downtown This Unruly Mess I’ve Made                   | DE30 (15 Wo.)DE | AT45 (12 Wo.)AT | CH48 (9 Wo.)CH | UK11 Platin · (23 Wo.)UK | US12 Platin · (20 Wo.)US | Erstveröffentlichung: 27. August 2015 Verkäufe: + 2.105.000; feat. Eric Nally, Melle Mel, Kool Moe Dee & Grandmaster Caz |
| 2016 | Dance Off This Unruly Mess I’ve Made                  | — | — | — | — | — | Erstveröffentlichung: 26. Februar 2016 Verkäufe: + 100.000; feat. Anderson .Paak & Idris Elba                            |
| 2016 | Growing Up (Sloane’s Song) This Unruly Mess I’ve Made | — | — | — | — | — | Erstveröffentlichung: 26. Februar 2016 Verkäufe: + 15.000; feat. Ed Sheeran                                              |

### Als Gastmusiker
| Jahr | Titel Album          | Höchstplatzierung, Gesamtwochen, AuszeichnungChartplatzierungen (Jahr, Titel, Album, Platzierungen, Wochen, Auszeichnungen, Anmerkungen) | Höchstplatzierung, Gesamtwochen, AuszeichnungChartplatzierungen (Jahr, Titel, Album, Platzierungen, Wochen, Auszeichnungen, Anmerkungen) | Höchstplatzierung, Gesamtwochen, AuszeichnungChartplatzierungen (Jahr, Titel, Album, Platzierungen, Wochen, Auszeichnungen, Anmerkungen) | Höchstplatzierung, Gesamtwochen, AuszeichnungChartplatzierungen (Jahr, Titel, Album, Platzierungen, Wochen, Auszeichnungen, Anmerkungen) | Höchstplatzierung, Gesamtwochen, AuszeichnungChartplatzierungen (Jahr, Titel, Album, Platzierungen, Wochen, Auszeichnungen, Anmerkungen) | Anmerkungen                                                              |
| Jahr | Titel Album          | DE | AT | CH | UK | US | Anmerkungen                                                              |
| ---- | -------------------- | --- | --- | --- | --- | --- | ------------------------------------------------------------------------ |
| 2014 | Arrows Lesser Oceans | DE8 (10 Wo.)DE | AT19 (17 Wo.)AT | — | — | — | Erstveröffentlichung: 29. Juli 2014 Fences feat. Macklemore & Ryan Lewis |

## Statistik

### Chartauswertung
|                     | DE    | AT    | CH    | UK    | US    |
| ------------------- | ----- | ----- | ----- | ----- | ----- |
| Nummer-eins-Alben   | DE—DE | AT—AT | CH—CH | UK—UK | US—US |
| Top-10-Alben        | DE2DE | AT1AT | CH2CH | UK—UK | US2US |
| Alben in den Charts | DE2DE | AT2AT | CH2CH | UK2UK | US2US |

|                       | DE    | AT    | CH    | UK    | US    |
| --------------------- | ----- | ----- | ----- | ----- | ----- |
| Nummer-eins-Singles   | DE—DE | AT—AT | CH1CH | UK1UK | US2US |
| Top-10-Singles        | DE3DE | AT3AT | CH2CH | UK3UK | US2US |
| Singles in den Charts | DE6DE | AT6AT | CH5CH | UK5UK | US5US |

### Auszeichnungen für Musikverkäufe
| Land/RegionAuszeichnungen für Musikverkäufe (Land/Region, Auszeichnungen, Verkäufe, Quellen) | Silber  | Gold       | Platin         | Diamant     | Verkäufe   | Quellen                           |
| -------------------------------------------------------------------------------------------- | ------- | ---------- | -------------- | ----------- | ---------- | --------------------------------- |
| Australien (ARIA)                                                                            | —       | Gold1      | 39× Platin39   | —           | 2.765.000  | aria.com.au                       |
| Belgien (BRMA)                                                                               | —       | 2× Gold2   | 2× Platin2     | —           | 90.000     | ultratop.be                       |
| Dänemark (IFPI)                                                                              | —       | Gold1      | 14× Platin14   | —           | 85.000     | ifpi.dk                           |
| Deutschland (BVMI)                                                                           | —       | 2× Gold2   | 3× Platin3     | —           | 1.100.000  | musikindustrie.de                 |
| Finnland (IFPI)                                                                              | —       | —          | —              | —           | 50.956     | Einzelnachweise                   |
| Frankreich (SNEP)                                                                            | —       | —          | 2× Platin2     | Diamant1    | 536.600    | infodisc.fr snepmusique.com       |
| Italien (FIMI)                                                                               | —       | Gold1      | 9× Platin9     | —           | 425.000    | fimi.it                           |
| Kanada (MC)                                                                                  | —       | —          | 6× Platin6     | Diamant1    | 1.280.000  | musiccanada.com                   |
| Mexiko (AMPROFON)                                                                            | —       | 4× Gold4   | 2× Platin2     | —           | 240.000    | amprofon.com.mx                   |
| Neuseeland (RMNZ)                                                                            | —       | Gold1      | 30× Platin30   | —           | 690.000    | radioscope.co.nz NZ2              |
| Niederlande (NVPI)                                                                           | —       | —          | 6× Platin6     | —           | 480.000    | nvpi.nl                           |
| Norwegen (IFPI)                                                                              | —       | Gold1      | 12× Platin12   | —           | 135.000    | ifpi.no                           |
| Österreich (IFPI)                                                                            | —       | Gold1      | 7× Platin7     | —           | 217.500    | ifpi.at                           |
| Portugal (AFP)                                                                               | —       | —          | 5× Platin5     | —           | 50.000     | Einzelnachweise                   |
| Schweden (IFPI)                                                                              | —       | —          | 7× Platin7     | —           | 280.000    | sverigetopplistan.se              |
| Schweiz (IFPI)                                                                               | —       | Gold1      | 2× Platin2     | —           | 75.000     | hitparade.ch                      |
| Spanien (Promusicae)                                                                         | —       | —          | 8× Platin8     | —           | 300.000    | elportaldemusica.es promusicae.es |
| Vereinigte Staaten (RIAA)                                                                    | —       | —          | 14× Platin14   | 2× Diamant2 | 34.500.000 | riaa.com                          |
| Vereinigtes Königreich (BPI)                                                                 | Silber1 | —          | 11× Platin11   | —           | 6.300.000  | bpi.co.uk                         |
| Insgesamt                                                                                    | Silber1 | 15× Gold15 | 179× Platin179 | 4× Diamant4 |            |                                   |